# Garcinia monantha
Garcinia monantha är en tvåhjärtbladig växtart som beskrevs av Henry Nicholas Ridley. Garcinia monantha ingår i släktet Garcinia och familjen Clusiaceae. Inga underarter finns listade i Catalogue of Life.